# Caterham CT03
A Caterham CT03 egy Formula–1-es versenyautó, melyet a Caterham F1 Team használt a 2013-as Formula–1 világbajnokság során. Pilótái Charles Pic és Giedo van der Garde voltak. Ez volt a csapat által használt utolsó szívómotoros autó.

## Áttekintés
Az első kasztni már 2012 októberében kész volt, a végleges autót 2013. február 5-én mutatták be. A szezon előtti teszteken a Lotus istálló technikai igazgatója, James Allison azt állította, hogy a kipufogók sértik a technikai szabályokat, mert a kasztni nem megengedett területen lett úgy átszabva, hogy kihasználja a gázok áramlását. Az FIA is megvizsgálta azt, és megállapította, hogy (a Caterham mellett a Williams által is használt megoldás) valóban szabálytalan. Heikki Kovalainen, aki az előző évben még a csapat pilótája volt, most tesztpilótai szerepben vezethette azt Bahreinben, és úgy nyilatkozott, hogy érzése szerint gyakorlatilag ugyanaz az autó, mint az előző évi.
Az első három verseny után kapott nagyobb fejlesztéseket, amik a vezethetőséget és a teljesítményt javították. Külsőre a legszembetűnőbb az orr-lépcsőt eltakaró panel volt, amit ebben az idényben a csapatok már választhattak, esztétikai szempontból. Mivel azonban ez megnövelte az autó tömegét, és az aerodinamikát is befolyásolta, ezért szezon közben mégiscsak leszedték.
A CT03-as festése megváltozott az előző évihez képest. A zöld szín világosabb lett, és az orról eltűnt a fehér-sárga-fehér festés (hátul megmaradt).
A csapat idénye pocsékul sikerült, messze elmaradtak a pontszerző helyektől. Az év fénypontja a belga nagydíj időmérő edzése volt, amikor van der Garde bejutott a Q2-be, és a 14. rajthelyről indulhatott. Mivel 14. helynél jobb pozícióban sosem végeztek, és a rivális, hasonlóan gyenge Marussiának volt egy 13. helye, ezért az idényt a csapat az utolsó, 11. helyen zárta.

## Eredmények
| Év   | Csapat           | Motor             | Gumik | Pilóták             | Futamok | Futamok | Futamok | Futamok | Futamok | Futamok | Futamok | Futamok | Futamok | Futamok | Futamok | Futamok | Futamok | Futamok | Futamok | Futamok | Futamok | Futamok | Futamok | Pontok | Helyezés |
| Év   | Csapat           | Motor             | Gumik | Pilóták             | AUS     | MAL     | CHN     | BHR     | ESP     | MON     | CAN     | GBR     | GER     | HUN     | BEL     | ITA     | SIN     | KOR     | JPN     | IND     | ABU     | USA     | BRA     | Pontok | Helyezés |
| ---- | ---------------- | ----------------- | ----- | ------------------- | ------- | ------- | ------- | ------- | ------- | ------- | ------- | ------- | ------- | ------- | ------- | ------- | ------- | ------- | ------- | ------- | ------- | ------- | ------- | ------ | -------- |
| 2013 | Caterham F1 Team | Renault RS27-2013 | P     | Charles Pic         | 16      | 14      | 16      | 17      | 17      | KI      | 18      | 15      | 17      | 15      | KI      | 17      | 19      | 14      | 18      | KI      | 19      | 20      | KI      | 0      | 11.      |
| 2013 | Caterham F1 Team | Renault RS27-2013 | P     | Giedo van der Garde | 18      | 15      | 18      | 21      | KI      | 15      | KI      | 18      | 18      | 14      | 16      | 18      | 16      | 15      | KI      | KI      | 18      | 19      | 18      | 0      | 11.      |

## Forráshivatkozások
1. 1 2  Collantine, Keith: Caterham CT03 to debut at start of Jerez test · RaceFans (brit angol nyelven). RaceFans, 2013. január 21. [2023. január 29-i dátummal az eredetiből archiválva]. (Hozzáférés: 2023. január 18.)
2. ↑  „Pic swaps Marussia for Caterham”, BBC Sport (Hozzáférés: 2023. január 18.) (brit angol nyelvű)
3. ↑  Van der Garde to race for Caterham - GPUpdate.net. web.archive.org, 2013. február 5. [2013. február 5-i dátummal az eredetiből archiválva]. (Hozzáférés: 2023. január 18.)
4. ↑  Caterham shrugs off Lotus's suggestion of illegal exhaust (angol nyelven). www.autosport.com. (Hozzáférés: 2023. január 18.)
5. ↑  „Exhaust designs deemed 'illegal'”, BBC Sport (Hozzáférés: 2023. január 18.) (brit angol nyelvű)

## Fordítás
- Ez a szócikk részben vagy egészben  a   Caterham CT03 című angol Wikipédia-szócikk ezen változatának fordításán alapul.  Az eredeti cikk szerkesztőit annak laptörténete sorolja fel. Ez a jelzés csupán a megfogalmazás eredetét és a szerzői jogokat jelzi, nem szolgál a cikkben szereplő információk forrásmegjelöléseként.